# كاترينا سكاربيليني
كاترينا سكاربيليني (29 تشرين الأول\أكتوبر 1808 – 28 تشرين الثاني\نوفمبر 1873)، كانت عالمة فلك وعالمة أرصاد جوية إيطالية.

## حياتها
ولدت كاترينا في فولينيو في 29 تشرين الأول (أكتوبر) 1808. انتقلت إلى روما وعمرها 18 عاماُ. كانت مساعدةً لعمها الذي كان مدير مرصد رومان كامبيدوغليو. كانت عضو مفي أكاديمية دي جيورغوفيلي في فلورنسا..
اكتشفت مذنّباً في الأول من نيسان (أبريل) عام 1854، وأسست مرصداً جوياً في روما عام 1856. عام 1872، كرّمتها الحكومة الإيطالية على أعمالها. توفيت في 28 تشرين الثاني (نوفمبر) في العام التالي..
سميت إحدى فوّهات كوكب الزهرة على اسمها.